# NGC 7036
NGC 7036 је тројна звезда у сазвежђу Пегаз која се налази на NGC листи објеката дубоког неба.
Деклинација објекта је + 15° 22' 36" а ректасцензија 21h 10m 12,0s. Привидна величина (магнитуда) објекта NGC 7036 износи 14,6.